# August Toepler

August Toepler

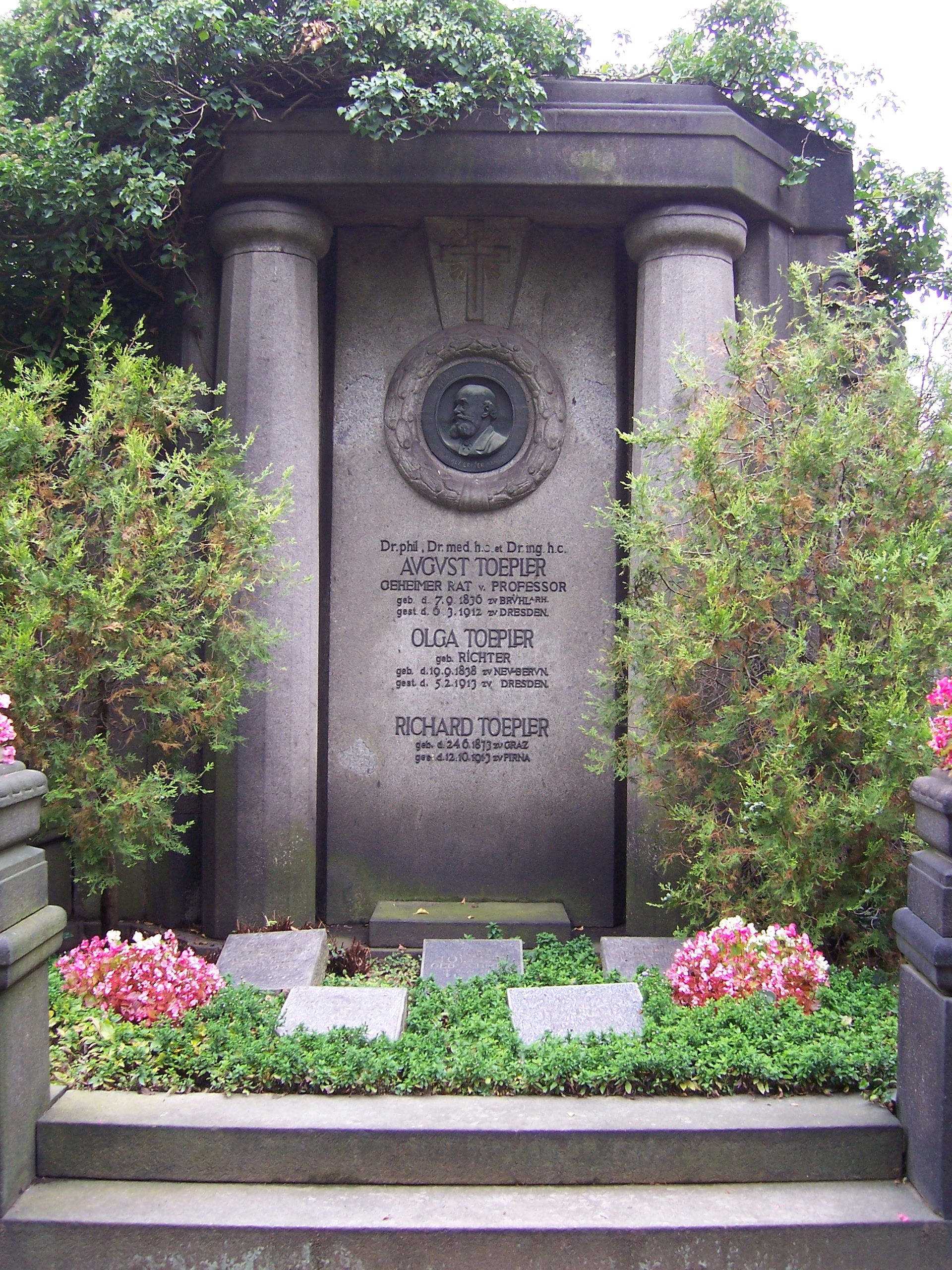
Grab von August Toepler auf dem Johannisfriedhof in Dresden.

August Joseph Ignaz Toepler (* 7. September 1836 in Brühl; † 6. März 1912 in Dresden) war Physiker, der 1864 das Schlierenverfahren in der Fotografie entwickelt hat.

## Leben und Wirken
Er studierte von 1855 bis 1858 Physik, Mathematik und Chemie am Berliner Königlichen Gewerbeinstitut und war ab 1859 an der Landwirtschaftlichen Akademie in Poppelsdorf bei Bonn tätig. Toepler promovierte 1860 in Jena und erhielt 1865 eine Professur für Chemie und chemische Technologie am Polytechnikum Riga (heute: Technische Universität Riga). Von 1869 bis 1875 lehrte er an der Universität Graz als Professor der Physik, wo nach seinen Plänen zwischen 1872 und 1875 ein neues physikalisches Institut gebaut wurde.
Ab 1876 war Toepler Professor der Physik und Direktor des Physikalischen Instituts am Polytechnikum in Dresden. Ab 1879 war er Mitglied der Deutschen Akademie der Naturforscher Leopoldina sowie korrespondierendes Mitglied der Preußischen Akademie der Wissenschaften, 1885 wurde er in die Königlich-Sächsische Gesellschaft der Wissenschaften aufgenommen. Seit 1896 war er korrespondierendes Mitglied der Bayerischen Akademie der Wissenschaften. 1900 ging er in den Ruhestand.
August Toepler starb am 6. März 1912 in Dresden und wurde auf dem Johannisfriedhof im Stadtteil Tolkewitz beigesetzt.

## Ehrungen
In Dresden-Tolkewitz und in Berlin-Charlottenburg-Nord (1937) sind Straßen nach ihm benannt.
Die Technische Hochschule Dresden (heute Technische Universität) verlieh ihm 1905 die Ehrendoktorwürde (Dr.-Ing. E. h.).
Ein 1906 von Peter Pöppelmann geschaffenes Porträtrelief von Toepler wurde 1982 wiederentdeckt und anlässlich seines 150. Geburtstags im Recknagel-Bau (Physikgebäude) der Technischen Universität Dresden enthüllt.
Zu Ehren von August Toepler und seinem Sohn Maximilian Toepler (1870–1960) ist 1961 der Toepler-Bau der Technischen Universität benannt worden.

## Wissenschaftliche Leistungen und Schriften

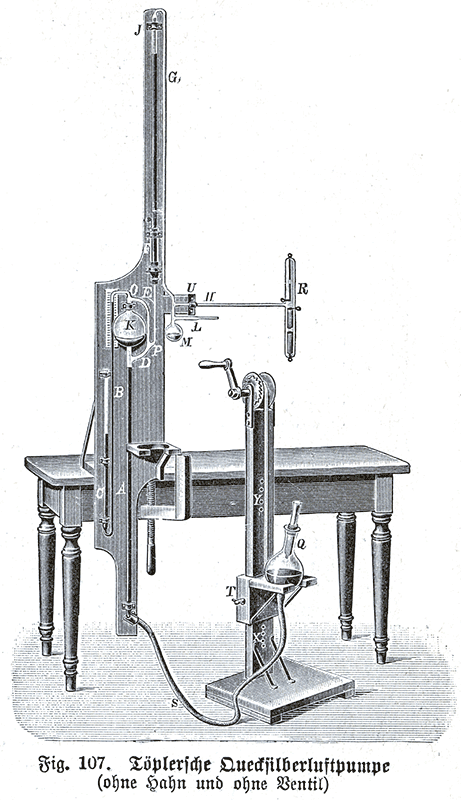
Töplersche Quecksilberluftpumpe

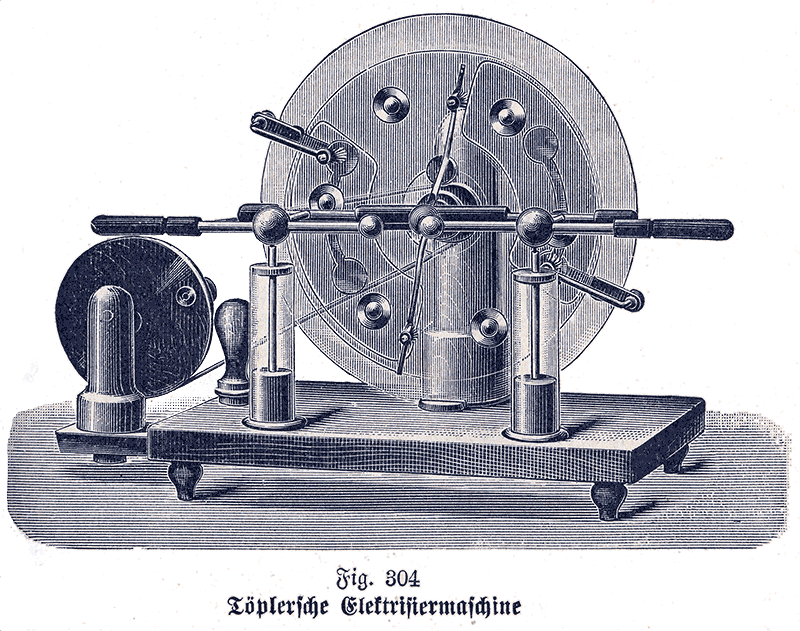
Töplersche Elektrisiermaschine

Toepler widmete sich der theoretischen und experimentellen Physik. 1862 entwickelte er eine sehr effektive Vakuumpumpe und 1864 das Schlierenverfahren zur Abbildung des Dichtefeldes in einem durchsichtigen Medium. 1883 konstruierte Toepler eine magnetische Waage. Auch die Konstruktionen modernerer Influenzelektrisiermaschinen gehen auf ihn zurück, da er ab 1865 seine Forschungen über die „Erzeugung hoher Gleichströme“ forcierte, und im Rahmen dieser Forschungen fortan regelmäßig seine neuesten wissenschaftliche Erkenntnisse und Arbeiten in diversen Fachzeitschriften dieser Zeit veröffentlichte. Die meisten seiner Artikel erschienen im Wiener Anzeiger der kaiserlichen Akademie der Wissenschaften (WA), einige aber auch in der Elektrotechnischen Zeitschrift (EZ):
- 1874 WA: Ueber eine eigenthümliche Erscheinung auf der elektrischen Funkenstrecke
- 1875 WA: Note zur experimentellen Bestimmung des Diamagnetismus durch seine elektrische Induktionswirkung
- 1877 WA: Zur Theorie der stationären elektrischen Strömung in gekrümmten Flächen
- 1877 WA: Messungen über diamagnetelektrische Inductionsströme (gemeinsam mit Albert von Ettingshausen)
- 1880 WA, EZ: Zur Kenntnis der Influenzmaschine und ihrer Leistungen
- 1884 EZ: Ueber einige Experimente zur Blitzableiterfrage
- 1892 Ueber die Erregung und Beobachtung sehr rascher elektrischer Schwingungen

Des Weiteren erschienen:
- 1885 Rückblick auf die Entdeckung des Elektromagnetismus und der Inductionselektricität (erschienen in der Festschrift der Naturwissenschaftlichen Gesellschaft Isis in Dresden zur Feier ihres 50-jährigen Bestehens)
- 1892 Beitrag zur Kenntnis der elektrischen Oscillationen von sehr kurzer Schwingungsdauer (in den Sitzungsberichten der königlich-preußischen Akademie der Wissenschaften)
- 1894 Ueber die mit vielplattigen Influenzmaschinen erzeugten elektrischen Condensatorschwingungen in ihrer Anwendung auf die sogenannten Tesla’schen Versuche (in Sitzungsberichten und Abhandlungen bereits erwähnter Gesellschaft)
- 1894 Versuche mit der vielplattigen Influenzmaschine (für die Gesellschaft deutscher Naturforscher und Ärzte)